# 1 000 kilomètres de Silverstone 1986
Navigation
Édition précédente Édition suivante
Les 1 000 kilomètres de Silverstone 1986 (officiellement appelé le Kouros 1000 km), disputées le 5 mai 1986 sur le Circuit de Silverstone ont été la deuxième manche du Championnat du monde des voitures de sport 1986.

## La course

### Classement de la course
Voici le classement officiel au terme de la course,,,.
- Les premiers de chaque catégorie du championnat du monde sont signalés par un fond jaune.
- Pour la colonne Pneus, il faut passer le curseur au-dessus du modèle pour connaître le manufacturier de pneumatiques.
- Les voitures ne réussissant pas à parcourir 75% de la distance du gagnant sont non classées (NC).

| Pos  | Classe | no  | Écurie                                        | Pilotes                                             | Châssis                            | Pneus | Tours | Temps                      |
| Pos  | Classe | no  | Écurie                                        | Pilotes                                             | Moteur                             | Pneus | Tours | Temps                      |
| ---- | ------ | --- | --------------------------------------------- | --------------------------------------------------- | ---------------------------------- | ----- | ----- | -------------------------- |
| 1    | C1     | 51  | Silk Cut Jaguar                               | Derek Warwick Eddie Cheever                         | Jaguar XJR-6                       | D     | 212   | 4 h 48 min 55 s 370        |
| 1    | C1     | 51  | Silk Cut Jaguar                               | Derek Warwick Eddie Cheever                         | Jaguar 6.5L V12 Atmo               | D     | 212   | 4 h 48 min 55 s 370        |
| 2    | C1     | 1   | Rothmans Porsche                              | Hans-Joachim Stuck Derek Bell                       | Porsche 962C                       | D     | 210   | + 2 tours                  |
| 2    | C1     | 1   | Rothmans Porsche                              | Hans-Joachim Stuck Derek Bell                       | Porsche Type-935 2.6L Flat-6 Turbo | D     | 210   | + 2 tours                  |
| 3    | C1     | 10  | Porsche Kremer Racing                         | Jo Gartner Tiff Needell                             | Porsche 962C                       | Y     | 207   | + 5 tours                  |
| 3    | C1     | 10  | Porsche Kremer Racing                         | Jo Gartner Tiff Needell                             | Porsche Type-935 2.6L Flat-6 Turbo | Y     | 207   | + 5 tours                  |
| 4    | C1     | 14  | Liqui Moly Equipe                             | James Weaver Klaus Niedzwiedz                       | Porsche 956GTi                     | G     | 206   | + 6 tours                  |
| 4    | C1     | 14  | Liqui Moly Equipe                             | James Weaver Klaus Niedzwiedz                       | Porsche Type-935 2.6L Flat-6 Turbo | G     | 206   | + 6 tours                  |
| 5    | C1     | 33  | Danone Porsche España John Fitzpatrick Racing | Emilio de Villota Fermín Vélez                      | Porsche 956B                       | G     | 206   | + 6 tours                  |
| 5    | C1     | 33  | Danone Porsche España John Fitzpatrick Racing | Emilio de Villota Fermín Vélez                      | Porsche Type-935 2.6L Flat-6 Turbo | G     | 206   | + 6 tours                  |
| 6    | C1     | 7   | Joest Racing                                  | George Follmer John Morton Paolo Barilla            | Porsche 956                        | G     | 205   | + 7 tours                  |
| 6    | C1     | 7   | Joest Racing                                  | George Follmer John Morton Paolo Barilla            | Porsche Type-935 2.6L Flat-6 Turbo | G     | 205   | + 7 tours                  |
| 7    | C1     | 52  | Silk Cut Jaguar                               | Jean-Louis Schlesser Gianfranco Brancatelli         | Jaguar XJR-6                       | D     | 204   | + 8 tours                  |
| 7    | C1     | 52  | Silk Cut Jaguar                               | Jean-Louis Schlesser Gianfranco Brancatelli         | Jaguar 6.5L V12 Atmo               | D     | 204   | + 8 tours                  |
| 8    | C1     | 61  | Kouros Racing Team                            | Henri Pescarolo John Nielsen Mike Thackwell         | Sauber C8                          | G     | 203   | + 9 tours                  |
| 8    | C1     | 61  | Kouros Racing Team                            | Henri Pescarolo John Nielsen Mike Thackwell         | Mercedes-Benz M117 5.0L V8 Turbo   | G     | 203   | + 9 tours                  |
| 9    | C1     | 19  | Brun Motorsport                               | Walter Brun Frank Jelinski                          | Porsche 956                        | M     | 203   | + 9 tours                  |
| 9    | C1     | 19  | Brun Motorsport                               | Walter Brun Frank Jelinski                          | Porsche Type-935 2.6L Flat-6 Turbo | M     | 203   | + 9 tours                  |
| 10   | C1     | 18  | Brun Motorsport                               | Oscar Larrauri Jesús Pareja                         | Porsche 962C                       | M     | 203   | + 9 tours                  |
| 10   | C1     | 18  | Brun Motorsport                               | Oscar Larrauri Jesús Pareja                         | Porsche Type-935 2.6L Flat-6 Turbo | M     | 203   | + 9 tours                  |
| 11   | C1     | 17  | Brun Motorsport                               | Massimo Sigala Thierry Boutsen                      | Porsche 962C                       | M     | 200   | + 12 tours                 |
| 11   | C1     | 17  | Brun Motorsport                               | Massimo Sigala Thierry Boutsen                      | Porsche Type-935 2.6L Flat-6 Turbo | M     | 200   | + 12 tours                 |
| 12   | C1     | 9   | Obermaier Racing                              | Jürgen Lässig Fulvio Ballabio (en) Dudley Wood      | Porsche 956                        | G     | 195   | + 17 tours                 |
| 12   | C1     | 9   | Obermaier Racing                              | Jürgen Lässig Fulvio Ballabio (en) Dudley Wood      | Porsche Type-935 2.6L Flat-6 Turbo | G     | 195   | + 17 tours                 |
| 13   | GTP    | 31  | Mazdaspeed Co. Ltd.                           | Yoshimi Katayama Yojiro Terada                      | Mazda 757                          | D     | 194   | + 18 tours                 |
| 13   | GTP    | 31  | Mazdaspeed Co. Ltd.                           | Yoshimi Katayama Yojiro Terada                      | Mazda 13G 2.0L 3-Rotor             | D     | 194   | + 18 tours                 |
| 14   | C2     | 70  | Spice Engineering                             | Gordon Spice Ray Bellm                              | Spice SE86C                        | A     | 192   | + 20 tours                 |
| 14   | C2     | 70  | Spice Engineering                             | Gordon Spice Ray Bellm                              | Ford Cosworth DFL 3.3L V8 Atmo     | A     | 192   | + 20 tours                 |
| 15   | C2     | 105 | Kelmar Racing                                 | Pasquale Barberio Maurizio Gellini John Nicholson   | Tiga GC85                          | A     | 187   | + 25 tours                 |
| 15   | C2     | 105 | Kelmar Racing                                 | Pasquale Barberio Maurizio Gellini John Nicholson   | Ford Cosworth DFL 3.3L V8 Atmo     | A     | 187   | + 25 tours                 |
| 16   | C2     | 75  | ADA Engineering                               | Evan Clements (de) Ian Harrower                     | Gebhardt JC843                     | A     | 185   | + 27 tours                 |
| 16   | C2     | 75  | ADA Engineering                               | Evan Clements (de) Ian Harrower                     | Ford Cosworth DFL 3.3L V8 Atmo     | A     | 185   | + 27 tours                 |
| 17   | C1     | 63  | Ernst Schuster                                | Ernst Schuster Siegfried Brunn                      | Porsche 936C                       | D     | 180   | + 32 tours                 |
| 17   | C1     | 63  | Ernst Schuster                                | Ernst Schuster Siegfried Brunn                      | Porsche Type-962 2.8L Flat-6 Turbo | D     | 180   | + 32 tours                 |
| 18   | C2     | 90  | Jens Winther                                  | Jens Winther David Mercer                           | URD C83                            | A     | 177   | + 35 tours                 |
| 18   | C2     | 90  | Jens Winther                                  | Jens Winther David Mercer                           | BMW M88 3.5L I6 Atmo               | A     | 177   | + 35 tours                 |
| 19   | GTP    | 30  | Mazdaspeed Co. Ltd.                           | Takashi Yorino David Kennedy                        | Mazda 757                          | D     | 174   | + 38 tours                 |
| 19   | GTP    | 30  | Mazdaspeed Co. Ltd.                           | Takashi Yorino David Kennedy                        | Mazda 13G 2.0L 3-Rotor             | D     | 174   | + 38 tours                 |
| 20   | C2     | 92  | Automobiles Louis Descartes                   | Louis Descartes Jacques Heuclin                     | ALD 02                             | A     | 159   | + 52 tours                 |
| 20   | C2     | 92  | Automobiles Louis Descartes                   | Louis Descartes Jacques Heuclin                     | BMW M88 3.5L I6 Atmo               | A     | 159   | + 52 tours                 |
| NC   | C2     | 84  | Simpson Engineering Ltd.                      | Richard Jones (de) Robin Smith (de) "Stingbrace"    | Simpson C286                       | A     | 136   | + 76 tours                 |
| NC   | C2     | 84  | Simpson Engineering Ltd.                      | Richard Jones (de) Robin Smith (de) "Stingbrace"    | Ford Cosworth DFV 3.0L V8 Atmo     | A     | 136   | + 76 tours                 |
| Abd. | C2     | 79  | Ecurie Ecosse                                 | Ray Mallock Mike Wilds                              | Ecosse C286                        | A     | 159   | Moteur                     |
| Abd. | C2     | 79  | Ecurie Ecosse                                 | Ray Mallock Mike Wilds                              | Rover V64V 3.0L V6 Atmo            | A     | 159   | Moteur                     |
| Abd. | C1     | 4   | Martini Racing                                | Andrea De Cesaris Alessandro Nannini                | Lancia LC2                         | M     | 140   | Pompe à essence            |
| Abd. | C1     | 4   | Martini Racing                                | Andrea De Cesaris Alessandro Nannini                | Ferrari 308C 3.0L V8 Turbo         | M     | 140   | Pompe à essence            |
| Abd. | C1     | 13  | Primagaz                                      | Yves Courage Pierre-François Rousselot (de)         | Cougar C12                         | M     | 139   | Moteur                     |
| Abd. | C1     | 13  | Primagaz                                      | Yves Courage Pierre-François Rousselot (de)         | Porsche Type-935 2.6L Flat-6 Turbo | M     | 139   | Moteur                     |
| Abd. | C2     | 98  | Roy Baker Promotions                          | Duncan Bain David Andrews Michael Hall              | Tiga GC286                         | A     | 121   | Démarreur                  |
| Abd. | C2     | 98  | Roy Baker Promotions                          | Duncan Bain David Andrews Michael Hall              | Ford Cosworth BDT 1.7L I4 Turbo    | A     | 121   | Démarreur                  |
| Abd. | C2     | 74  | Gebhardt Motorsport                           | Max Payne Stanley Dickens                           | Gebhardt JC853                     | A     | 113   | Boite de vitesses          |
| Abd. | C2     | 74  | Gebhardt Motorsport                           | Max Payne Stanley Dickens                           | Ford Cosworth DFL 3.3L V8 Atmo     | A     | 113   | Boite de vitesses          |
| Abd. | C2     | 72  | John Bartlett Racing                          | Nick Adams Max Cohen-Olivar Kenneth Leim            | Bardon DB1                         | ?     | 106   | Boite de vitesses          |
| Abd. | C2     | 72  | John Bartlett Racing                          | Nick Adams Max Cohen-Olivar Kenneth Leim            | Ford Cosworth DFL 3.3L V8 Atmo     | ?     | 106   | Boite de vitesses          |
| Abd. | C1     | 2   | Rothmans Porsche                              | Jochen Mass Bob Wollek                              | Porsche 962C                       | D     | 81    | Boite de vitesses          |
| Abd. | C1     | 2   | Rothmans Porsche                              | Jochen Mass Bob Wollek                              | Porsche Type-935 2.6L Flat-6 Turbo | D     | 81    | Boite de vitesses          |
| Abd. | C2     | 88  | Arthur Hough Pressings Ark Racing             | Chris Ashmore Mike Kimpton Rudi Thomann             | Ceekar 83J                         | A     | 61    | Joint de culasse           |
| Abd. | C2     | 88  | Arthur Hough Pressings Ark Racing             | Chris Ashmore Mike Kimpton Rudi Thomann             | Ford Cosworth BDX 2.0L I4 Atmo     | A     | 61    | Joint de culasse           |
| Abd. | C2     | 80  | Carma F.F. SRL                                | Carlo Facetti Martino Finotto Ruggero Melgrati (pl) | Alba AR6                           | A     | 60    | Problème électronique      |
| Abd. | C2     | 80  | Carma F.F. SRL                                | Carlo Facetti Martino Finotto Ruggero Melgrati (pl) | Carma FF 1.9L I4 Turbo             | A     | 60    | Problème électronique      |
| Abd. | GTP    | 21  | Richard Cleare Racing (pl)                    | Richard Cleare (pl) Franz Konrad                    | March 85G                          | ?     | 40    | Huile                      |
| Abd. | GTP    | 21  | Richard Cleare Racing (pl)                    | Richard Cleare (pl) Franz Konrad                    | Porsche Type-962 3.2L Flat-6 Turbo | ?     | 40    | Huile                      |
| Abd. | C1     | 66  | Cosmik Racing                                 | Costas Los John Graham                              | March 84G                          | A     | 24    | Moteur                     |
| Abd. | C1     | 66  | Cosmik Racing                                 | Costas Los John Graham                              | Porsche Type-935 2.6L Flat-6 Turbo | A     | 24    | Moteur                     |
| Np.  | C2     | 77  | Chamberlain Engineering                       | Gareth Chapman Will Hoy Dan Murphy                  | Tiga TS85                          | A     | -     | Moteur                     |
| Np.  | C2     | 77  | Chamberlain Engineering                       | Gareth Chapman Will Hoy Dan Murphy                  | Hart 418T 1.8L I4 Turbo            | A     | -     | Moteur                     |
| Np.  | C2     | 78  | Ecurie Ecosse                                 | Ray Mallock Mike Wilds                              | Ecosse C285                        | A     | -     | Retrait                    |
| Np.  | C2     | 78  | Ecurie Ecosse                                 | Ray Mallock Mike Wilds                              | Ford Cosworth DFL 3.3L V8 Atmo     | A     | -     | Retrait                    |
| Np.  | C2     | 83  | Techno Racing                                 | Luigi Taverna Mario Sala Marco Vanoli (de)          | Alba AR3                           | A     | -     | Accident durant les essais |
| Np.  | C2     | 83  | Techno Racing                                 | Luigi Taverna Mario Sala Marco Vanoli (de)          | Ford Cosworth DFL 3.3L V8 Atmo     | A     | -     | Accident durant les essais |
| Np.  | C2     | 89  | Martin Schanche Racing                        | Martin Schanche Birger Dyrstad Torgye Kleppe        | Argo JM19                          | G     | -     | Accident durant les essais |
| Np.  | C2     | 89  | Martin Schanche Racing                        | Martin Schanche Birger Dyrstad Torgye Kleppe        | Zakspeed 1.9L I4 Turbo             | G     | -     | Accident durant les essais |
| Np.  | C2     | 99  | Roy Baker Promotions                          | John Sheldon Thorkild Thyrring                      | Tiga GC286                         | A     | -     | Moteur                     |
| Np.  | C2     | 99  | Roy Baker Promotions                          | John Sheldon Thorkild Thyrring                      | Ford Cosworth BDT 1.7L I4 Turbo    | A     | -     | Moteur                     |
| Nq.  | C2     | 91  | P.C. Automotive                               | Richard Piper David Brodie (en)                     | Royale RP40                        | A     | -     |                            |
| Nq.  | C2     | 91  | P.C. Automotive                               | Richard Piper David Brodie (en)                     | Mitsubishi 2.0L I4 Turbo           | A     | -     |                            |

## Pole position et record du tour
- Pole position :  Andrea De Cesaris (#4 Martini Racing) en 1 min 10 s 810
- Meilleur tour en course :  Andrea De Cesaris (#4 Martini Racing) en 1 min 13 s 950

## À noter
- Longueur du circuit : 4,719 km
- Distance parcourue par les vainqueurs : 1 000,342 km